# Joan McCusker
Joan McCusker, född den 8 juni 1965 i Yorkton, Kanada, är en kanadensisk curlingspelare.
Hon tog OS-guld i damernas curlingturnering i samband med de olympiska curlingtävlingarna 1998 i Nagano.